# Marsdenia
Marsdenia es un género de plantas fanerógamas de la familia Apocynaceae.  Es originario de África, Asia, Australia, América Central, Sudamérica y Oceanía. Comprende 439 especies descritas y de estas, solo 139 aceptadas.

## Descripción
Son lianas, enredaderas suffrutescentes, enredaderas herbáceas o arbustos.  De látex blanco, amarillo, marrón o incoloro.  Órganos subterráneos que consiste en raíces fibrosas.  Láminas foliares herbáceas o coriáceas, elípticas, oblongas, ovaladas o lineales, basalmente truncadas a redondeadas o cordadas, el ápice agudo o acuminado, adaxial como abaxialmente glabras o con tricomas hialinos; coléteres ausente.
Las inflorescencias son extra-axilares, siempre una por nodo, poco pedunculadas o sésiles. 

## Taxonomía
El género  fue descrito por Robert Brown y publicado en Prodromus Florae Novae Hollandiae 460. 1810. La especie tipo es: Marsdenia tinctoria R. Br. 

## Especies seleccionadas
| - Marsdenia abyssinica - Marsdenia acuminata - Marsdenia acuta - Marsdenia affinis - Marsdenia agglomerata - Marsdenia guaranitica |

## Fitoquímica
De Marsdenia se han extraído glucofitoesteroides, por ejemplo del tipo 3,8,11,12,14-Pentahidroxipregn-5-en-20-ona, tales como la 17α-Marsdenina (De Marsdenia erecta),  ceolina, lancinina, dregealina y drelina (De Dregea lanceolata) y los condurangósidos A-E (De Marsdenia condurango)